# Hoplosternum punctatum
Hoplosternum punctatum és una espècie de peix de la família dels cal·líctids i de l'ordre dels siluriformes.

## Morfologia
- Els mascles poden assolir 7,7 cm de longitud total.[1][2]

## Hàbitat
És un peix d'aigua dolça i de clima tropical.

## Distribució geogràfica
Es troba a Amèrica: conques fluvials pacífiques de Panamà i conca del riu Atrato a Colòmbia.